# Л'Армантера
Л'Армант́ера (кат. L'Armentera) - муніципалітет, розташований у Автономній області Каталонія, в Іспанії. Знаходиться у районі (кумарці) Ал Ампурда провінції Жирона, згідно з новою адміністративною реформою перебуватиме у складі баґарії Жирона.

## Населення
Населення міста (у 2007 р.) становить 783 особи (з них менше 14 років - 11,4%, від 15 до 64 - 62,8%, понад 65 років - 25,8%). У 2006 р. народжуваність склала 12 осіб, смертність - 5 осіб, зареєстровано 0 шлюбів. У 2001 р. активне населення становило 344 особи, з них безробітних - 18 осіб.

Серед осіб, які проживали на території міста у 2001 р., 646 народилися в Каталонії (з них 479 осіб у тому самому районі, або кумарці), 57 осіб приїхало з інших областей Іспанії, а 39 осіб приїхало з-за кордону. 

Університетську освіту має 13,3% усього населення. 

У 2001 р. нараховувалося 293 домогосподарства (з них 27,6% складалися з однієї особи, 27,3% з двох осіб,19,5% з 3 осіб, 17,7% з 4 осіб, 5,8% з 5 осіб, 1,7% з 6 осіб, 0,3% з 7 осіб, 0% з 8 осіб і 0% з 9 і більше осіб).

Активне населення міста у 2001 р. працювало у таких сферах діяльності : у сільському господарстві - 16,9%, у промисловості - 12,9%, на будівництві - 15,3% і у сфері обслуговування -54,9%. 

 У муніципалітеті або у власному районі (кумарці) працює 190 осіб, поза районом - 169 осіб.

### Безробіття
У 2007 р. нараховувалося 11 безробітних (у 2006 р. - 17 безробітних), з них чоловіки становили 36,4%, а жінки - 63,6%.

## Економіка

### Підприємства міста

#### Промислові підприємства
| \| Промислові підприємства міста, за сферою діяльності \| Промислові підприємства міста, за сферою діяльності \| Промислові підприємства міста, за сферою діяльності \| \| Рік \| 2002 р. \| 2001 р. \| \| --------------------------------------------------- \| --------------------------------------------------- \| --------------------------------------------------- \| \| Енергетичні та водні ресурси \| 0% \| 0% \| \| Хімія та метали \| 0% \| 0% \| \| Переробка металів \| 42,9% \| 50% \| \| Продукти харчування \| 0% \| 0% \| \| Текстиль \| 14,3% \| 12,5% \| \| Виробництво меблів, видання \| 42,9% \| 37,5% \| \| Інше \| 0% \| 0% \| \| Усього підприємств \| 7 \| 8 \| |         |         |
| Промислові підприємства міста, за сферою діяльності |         |         |
| Рік | 2002 р. | 2001 р. |
| Енергетичні та водні ресурси | 0%      | 0%      |
| Хімія та метали | 0%      | 0%      |
| Переробка металів | 42,9%   | 50%     |
| Продукти харчування | 0%      | 0%      |
| Текстиль | 14,3%   | 12,5%   |
| Виробництво меблів, видання | 42,9%   | 37,5%   |
| Інше | 0%      | 0%      |
| Усього підприємств | 7       | 8       |

#### Роздрібна торгівля
| \| Підприємства роздрібної торгівлі міста, за сферою діяльності \| Підприємства роздрібної торгівлі міста, за сферою діяльності \| Підприємства роздрібної торгівлі міста, за сферою діяльності \| \| Рік \| 2002 р. \| 2001 р. \| \| ------------------------------------------------------------ \| ------------------------------------------------------------ \| ------------------------------------------------------------ \| \| Продукти харчування \| 60% \| 64,3% \| \| Одяг та взуття \| 0% \| 0% \| \| Товари для дому \| 0% \| 0% \| \| Книги та періодичні видання \| 0% \| 0% \| \| Промислова хімічна продукція \| 6,7% \| 7,1% \| \| Продукція, пов'язана з транспортними засобами \| 0% \| 0% \| \| Інше \| 33,3% \| 28,6% \| \| Усього підприємств \| 15 \| 14 \| |         |         |
| Підприємства роздрібної торгівлі міста, за сферою діяльності |         |         |
| Рік | 2002 р. | 2001 р. |
| Продукти харчування | 60%     | 64,3%   |
| Одяг та взуття | 0%      | 0%      |
| Товари для дому | 0%      | 0%      |
| Книги та періодичні видання | 0%      | 0%      |
| Промислова хімічна продукція | 6,7%    | 7,1%    |
| Продукція, пов'язана з транспортними засобами | 0%      | 0%      |
| Інше | 33,3%   | 28,6%   |
| Усього підприємств | 15      | 14      |

#### Сфера послуг
| \| Підприємства міста, що працюють у сфері послуг, за діяльністю \| Підприємства міста, що працюють у сфері послуг, за діяльністю \| Підприємства міста, що працюють у сфері послуг, за діяльністю \| \| Рік \| 2002 р. \| 2001 р. \| \| ------------------------------------------------------------- \| ------------------------------------------------------------- \| ------------------------------------------------------------- \| \| Гуртова торгівля \| 8,3% \| 8% \| \| Готелі та готельний бізнес \| 12,5% \| 20% \| \| Транспорт та зв'язок \| 8,3% \| 4% \| \| Посередницькі фінансові послуги \| 12,5% \| 12% \| \| Послуги підприємствам \| 4,2% \| 4% \| \| Послуги фізичним особам \| 41,7% \| 40% \| \| Нерухомість та ін. \| 12,5% \| 12% \| \| Усього підприємств \| 24 \| 25 \| |         |         |
| Підприємства міста, що працюють у сфері послуг, за діяльністю |         |         |
| Рік | 2002 р. | 2001 р. |
| Гуртова торгівля | 8,3%    | 8%      |
| Готелі та готельний бізнес | 12,5%   | 20%     |
| Транспорт та зв'язок | 8,3%    | 4%      |
| Посередницькі фінансові послуги | 12,5%   | 12%     |
| Послуги підприємствам | 4,2%    | 4%      |
| Послуги фізичним особам | 41,7%   | 40%     |
| Нерухомість та ін. | 12,5%   | 12%     |
| Усього підприємств | 24      | 25      |

## Житловий фонд
У 2001 р. 2,7% усіх родин (домогосподарств) мали житло метражем до 59 м², 20,1% - від 60 до 89 м², 46,8% - від 90 до 119 м² і
30,4% - понад 120 м².

З усіх будівель у 2001 р. 29,8% було одноповерховими, 50,4% - двоповерховими, 19,6
% - триповерховими, 0,2% - чотириповерховими, 0% - п'ятиповерховими, 0% - шестиповерховими,
0% - семиповерховими, 0% - з вісьмома та більше поверхами.

## Автопарк
| \| Автомобілі, зареєстровані у місті, за призначенням \| Автомобілі, зареєстровані у місті, за призначенням \| Автомобілі, зареєстровані у місті, за призначенням \| \| Рік \| 2006 р. \| 2005 р. \| \| -------------------------------------------------- \| -------------------------------------------------- \| -------------------------------------------------- \| \| Приватні автомобілі \| 66,2% \| 66,3% \| \| Мотоцикли \| 8,5% \| 8,2% \| \| Вантажівки \| 21,5% \| 22% \| \| Трактори \| 0,8% \| 0,7% \| \| Автобуси та ін. \| 3% \| 2,8% \| \| Усього автомобілів \| 740 шт. \| 722 шт. \| |         |         |
| Автомобілі, зареєстровані у місті, за призначенням |         |         |
| Рік | 2006 р. | 2005 р. |
| Приватні автомобілі | 66,2%   | 66,3%   |
| Мотоцикли | 8,5%    | 8,2%    |
| Вантажівки | 21,5%   | 22%     |
| Трактори | 0,8%    | 0,7%    |
| Автобуси та ін. | 3%      | 2,8%    |
| Усього автомобілів | 740 шт. | 722 шт. |

## Вживання каталанської мови
У 2001 р. каталанську мову у місті розуміли 97,4% усього населення (у 1996 р. - 98,6%), вміли говорити нею 89,9% (у 1996 р. - 
93,2%), вміли читати 88,2% (у 1996 р. - 88,5%), вміли писати 69,8
% (у 1996 р. - 63,6%). Не розуміли каталанської мови 2,6%.

## Політичні уподобання
У виборах до Парламенту Каталонії у 2006 р. взяло участь 414 осіб (у 2003 р. - 472 особи). Голоси за політичні сили розподілилися таким чином:
| \| Вибори до Парламенту Каталонії \| Вибори до Парламенту Каталонії \| Вибори до Парламенту Каталонії \| \| Рік \| 2006 р. \| 2003 р. \| \| -------------------------------------- \| ------------------------------ \| ------------------------------ \| \| Конвергенція та Єднання (CiU) \| 40,1% \| 44,3% \| \| Соціалістична партія Каталонії (PSC) \| 22% \| 21% \| \| Народна партія (PP) \| 3,4% \| 4,9% \| \| Ініціатива за зелену Каталонію (IC) \| 6,8% \| 2,1% \| \| Республіканська лівиця Каталонії (ERC) \| 24,6% \| 26,5% \| \| Громадянська партія (C's) \| 0,2% \| 0% \| \| Інші \| 2,9% \| 1,3% \| |         |         |
| Вибори до Парламенту Каталонії |         |         |
| Рік | 2006 р. | 2003 р. |
| Конвергенція та Єднання (CiU) | 40,1%   | 44,3%   |
| Соціалістична партія Каталонії (PSC) | 22%     | 21%     |
| Народна партія (PP) | 3,4%    | 4,9%    |
| Ініціатива за зелену Каталонію (IC) | 6,8%    | 2,1%    |
| Республіканська лівиця Каталонії (ERC) | 24,6%   | 26,5%   |
| Громадянська партія (C's) | 0,2%    | 0%      |
| Інші | 2,9%    | 1,3%    |

У муніципальних виборах у 2007 р. взяло участь 483 особи (у 2003 р. - 516 осіб). Голоси за політичні сили розподілилися таким чином:
| \| Муніципальні вибори \| Муніципальні вибори \| Муніципальні вибори \| \| Рік \| 2007 р. \| 2003 р. \| \| -------------------------------------- \| ------------------- \| ------------------- \| \| Конвергенція та Єднання (CiU) \| 44,9% \| 56,4% \| \| Соціалістична партія Каталонії (PSC) \| 55,1% \| 43,6% \| \| Народна партія (PP) \| 0% \| 0% \| \| Ініціатива за зелену Каталонію (IC) \| 0% \| 0% \| \| Республіканська лівиця Каталонії (ERC) \| 0% \| 0% \| \| Громадянська партія (C's) \| 0% \| 0% \| \| Інші \| 0% \| 0% \| |         |         |
| Муніципальні вибори |         |         |
| Рік | 2007 р. | 2003 р. |
| Конвергенція та Єднання (CiU) | 44,9%   | 56,4%   |
| Соціалістична партія Каталонії (PSC) | 55,1%   | 43,6%   |
| Народна партія (PP) | 0%      | 0%      |
| Ініціатива за зелену Каталонію (IC) | 0%      | 0%      |
| Республіканська лівиця Каталонії (ERC) | 0%      | 0%      |
| Громадянська партія (C's) | 0%      | 0%      |
| Інші | 0%      | 0%      |